# Numerus Collatus
Ein Numerus Collatus (oder Conlatus) (deutsch Numerus der Zusammengefasste) war eine römische Auxiliareinheit. Mehrere dieser Einheiten sind durch Inschriften belegt.
Die Sollstärke eines Numerus Collatus ist unbekannt. In der Inschrift (CIL 8, 4323) wird die Anzahl der Soldaten des Numerus mit 126 angegeben. Aus der Inschrift (AE 1980, 960) geht hervor, dass der Numerus in diesem Fall aus Reitern zusammengestellt wurde.

## Namensbestandteile
- Collatus oder Conlatus: der Zusammengefasste. Die Soldaten des Numerus wurden bei Aufstellung der Einheit aus Truppenteilen abgeordnet, die in der jeweiligen nordafrikanischen Provinz stationiert waren.

## Geschichte
Einheiten mit dem Namen Numerus Collatus sind in den Provinzen Africa, Mauretania Caesariensis und Numidia durch Inschriften für die Jahre 197/198 bis 282/284 n. Chr. belegt. Es dürfte sich bei einem Numerus Collatus um eine nur vorübergehend für einen begrenzten Zeitraum oder eine bestimmte Aufgabe zusammengestellte Einheit gehandelt haben (im Gegensatz zum Numerus Electorum, der vermutlich für einen längeren Zeitraum gebildet wurde). Nach Beendigung der Aufgabe kehrten die abgeordneten Soldaten dann zu ihren Stammeinheiten zurück.

## Standorte
Standorte eines Numerus Collatus in Africa waren möglicherweise:
- Kastell Gholaia (Bu Njem): Die Inschrift (AE 1972, 677) wurde hier gefunden.[A 2]
- Praesidium Si Aioun: Die Inschrift (AE 1909, 104) wurde hier gefunden.[A 3]

## Angehörige des Numerus
Folgende Angehörige eines Numerus Collatus sind bekannt:

### Kommandeure
| - Aemilius Emeritus (AE 1909, 104, CIL 8, 17953). Er war Decurio der Ala I Pannoniorum und wurde als Praepositus des Numerus sowie der Cohors II Flavia Afrorum abgeordnet. | - C(aius) Iulius Paulinus, ein Centurio der Cohors II Maurorum (CIL 8, 4323). |